# Деалу Орашулуј (Арђеш)
Деалу Орашулуј (рум. Dealu Orașului) насеље је у Румунији у округу Арђеш у општини Појана Лакулуј. Oпштина се налази на надморској висини од 374 m.

## Становништво
Према подацима из 2002. године у насељу је живело 333 становника, од којих су сви румунске националности.